# Saison 1974-1975 de la LCH
Saison précédente Saison suivante
La saison 1974-1975 est la 12e saison de la Ligue centrale de hockey.

## Saison régulière
Les Six-Guns d'Albuquerque se retirent de la compétition après une seule saison. les Wings de Fort Worth changent d'affiliation, passant des Red Wings de Détroit aux Islanders de New York et sont du coup renommés les Texans de Fort Worth.
La Western Hockey League ayant cessé ses activités, trois clubs sont accueillis en LCH : les Totems de Seattle, les Spurs de Denver et les Golden Eagles de Salt Lake.

### Classement final
| Clt   | Équipe                     | PJ | V  | D  | N  | BP  | BC  | Diff | Pts |
| ----- | -------------------------- | -- | -- | -- | -- | --- | --- | ---- | --- |
| +001, | Golden Eagles de Salt Lake | 78 | 43 | 24 | 11 | 317 | 245 | 72   | 97  |
| +002, | Spurs de Denver            | 78 | 36 | 29 | 13 | 285 | 263 | 22   | 85  |
| +003, | Knights d'Omaha            | 78 | 34 | 33 | 11 | 254 | 268 | -14  | 79  |
| +004, | Totems de Seattle          | 78 | 29 | 38 | 11 | 258 | 296 | -38  | 69  |

- En gras : qualifié pour les séries éliminatoires

| Clt   | Équipe                  | PJ | V  | D  | N  | BP  | BC  | Diff | Pts |
| ----- | ----------------------- | -- | -- | -- | -- | --- | --- | ---- | --- |
| +001, | Black Hawks de Dallas   | 78 | 40 | 30 | 8  | 302 | 259 | 43   | 88  |
| +002, | Blazers d'Oklahoma City | 78 | 33 | 33 | 12 | 267 | 267 | 0    | 78  |
| +003, | Oilers de Tulsa         | 78 | 27 | 41 | 10 | 262 | 289 | -27  | 64  |
| +004, | Texans de Fort Worth    | 78 | 26 | 40 | 12 | 264 | 322 | -58  | 64  |

- En gras : qualifié pour les séries éliminatoires

### Meilleurs pointeurs
| Joueur         | Équipe     | PJ | B  | A  | Pts | Pun |
| -------------- | ---------- | -- | -- | -- | --- | --- |
| Wayne Schaab   | Omaha      | 78 | 36 | 49 | 85  | 51  |
| Dan Seguin     | Seattle    | 73 | 37 | 47 | 84  | 26  |
| Howie Heggedal | Denver     | 78 | 28 | 54 | 82  | 84  |
| Jim Koleff     | Dallas     | 67 | 35 | 42 | 77  | 48  |
| Jim Webster    | Fort Worth | 78 | 22 | 53 | 75  | 24  |

### Arbre de qualification
|  | Premier tour    | Premier tour               | Premier tour | Premier tour            |    |                            | Second tour | Second tour | Second tour | Second tour |  |  | Finale de la Coupe Adams | Finale de la Coupe Adams | Finale de la Coupe Adams | Finale de la Coupe Adams |
|  |                 |                            |              |                         |    |                            |             |             |             |             |  |  |                          |                          |                          |                          |
|  |                 |                            |              |                         |    |                            |             |             |             |             |  |  |                          |                          |                          |                          |
|  |                 |                            |              |                         |    |                            |             |             |             |             |  |  |                          |                          |                          |                          |
|  | Knights d'Omaha | Knights d'Omaha            | 2            | 2                       |    |                            |             |             |             |             |  |  |                          |                          |                          |                          |
|  | Knights d'Omaha | Knights d'Omaha            | 2            | 2                       |    |                            |             |             |             |             |  |  |                          |                          |                          |                          |
|  | Spurs de Denver | Spurs de Denver            | 0            | 0                       |    |                            |             |             |             |             |  |  |                          |                          |                          |                          |
|  | Spurs de Denver | Spurs de Denver            | 0            | 0                       | N1 | Golden Eagles de Salt Lake | 3           | 3           |             |             |  |  |                          |                          |                          |                          |
|  |                 |                            |              |                         | N1 | Golden Eagles de Salt Lake | 3           | 3           |             |             |  |  |                          |                          |                          |                          |
|  |                 |                            | N2           | Knights d'Omaha         | 1  | 1                          |             |             |             |             |  |  |                          |                          |                          |                          |
|  |                 |                            |              |                         | 1  | 1                          |             |             |             |             |  |  |                          |                          |                          |                          |
|  |                 |                            |              |                         |    |                            |             |             |             |             |  |  |                          |                          |                          |                          |
|  |                 |                            |              |                         |    |                            |             |             |             |             |  |  |                          |                          |                          |                          |
|  | N1              | Golden Eagles de Salt Lake | 4            | 4                       |    |                            |             |             |             |             |  |  |                          |                          |                          |                          |
|  | N1              | Golden Eagles de Salt Lake | 4            | 4                       |    |                            |             |             |             |             |  |  |                          |                          |                          |                          |
|  |                 |                            | S1           | Black Hawks de Dallas   | 3  | 3                          |             |             |             |             |  |  |                          |                          |                          |                          |
|  |                 |                            |              |                         | 3  | 3                          |             |             |             |             |  |  |                          |                          |                          |                          |
|  |                 |                            |              |                         |    |                            |             |             |             |             |  |  |                          |                          |                          |                          |
|  |                 |                            |              |                         |    |                            |             |             |             |             |  |  |                          |                          |                          |                          |
|  | S1              | Black Hawks de Dallas      | 3            | 3                       |    |                            |             |             |             |             |  |  |                          |                          |                          |                          |
|  | S1              | Black Hawks de Dallas      | 3            | 3                       |    |                            |             |             |             |             |  |  |                          |                          |                          |                          |
|  |                 |                            | S2           | Blazers d'Oklahoma City | 0  | 0                          |             |             |             |             |  |  |                          |                          |                          |                          |
|  | S2              | Blazers d'Oklahoma City    | S2           | Blazers d'Oklahoma City | 0  | 0                          | 2           | 2           |             |             |  |  |                          |                          |                          |                          |
|  | S2              | Blazers d'Oklahoma City    |              |                         |    |                            |             | 2           |             |             |  |  |                          |                          |                          |                          |
|  | S3              | Oilers de Tulsa            | 0            | 0                       |    |                            |             |             |             |             |  |  |                          |                          |                          |                          |
|  | S3              | Oilers de Tulsa            | 0            | 0                       |    |                            |             |             |             |             |  |  |                          |                          |                          |                          |
|  |                 |                            |              |                         |    |                            |             |             |             |             |  |  |                          |                          |                          |                          |

### Finale
Les Golden Eagles de Salt Lake gagnent leur première Coupe Adams en battant  les Black Hawks de Dallas sur le score de 4 matchs à 3.

### Effectif champion
L'effectif de l'équipe des Golden Eagles de Salt Lake sacré champion de la Coupe Adams est le suivant :
- Gardien de but : Ray Martyniuk,  Ernie Miller ;
- Défenseurs : Ted McAneeley, Terry Murray, Glenn Patrick, Tom Price, Scott Seagrist ;
- Attaquants : Fred Ahern, Lyle Bradley, Bob Girard, Del Hall, John Healey, Gary Holt, Bob McAneeley, Brent Meeke, Denis Meloche, Morris Mott, Bob Murdoch, Larry Wright ;
- Entraîneur : Jack Evans.

## Honneurs remis aux joueurs et équipes

### Trophées
| Trophée                 | Joueur        | Équipe                     |
| ----------------------- | ------------- | -------------------------- |
| Meilleur gardien de but | Ray Martyniuk | Golden Eagles de Salt Lake |
| meilleur défenseur      | Ian McKegney  | Black Hawks de Dallas      |
| meilleure recrue        | Guy Chouinard | Knigths d'Omaha            |
| meilleur pointeur       | Wayne Schaab  | Knigths d'Omaha            |
| meilleur joueur         | Wayne Schaab  | Knigths d'Omaha            |
| meilleur entraîneur     | Jack Evans    | Golden Eagles de Salt Lake |

### Équipes d'étoiles
| Position       | Première équipe | Première équipe            | Deuxième équipe | Deuxième équipe            |
| Position       | Joueur          | Équipe                     | Joueur          | Équipe                     |
| -------------- | --------------- | -------------------------- | --------------- | -------------------------- |
| Gardien de but | Ray Martyniuk   | Golden Eagles de Salt Lake | John Voss       | Knights d'Omaha            |
| Défenseur      | Ian McKegney    | Black Hawks de Dallas      | Ted McAneely    | Golden Eagles de Salt Lake |
| Défenseur      | Garry Lariviere | Oilers de Tulsa            | Brent Meeke     | Golden Eagles de Salt Lake |
| Ailier gauche  | Howie Heggedal  | Spurs de Denver            | Dan Seguin      | Totems de Seattle          |
| Centre         | Wayne Shaab     | Knights d'Omaha            | Denis Meloche   | Golden Eagles de Salt Lake |
| Ailier droit   | Ron Kennedy     | Texans de Fort Worth       | Bob Murdoch     | Golden Eagles de Salt Lake |